# South Surrey
South Surrey est une communauté de la ville de Surrey en Colombie-Britannique située sur la péninsule Semiahmoo, partager une frontière avec White Rock. Les quartiers de South Surrey incluent, Crescent Beach, Crescent Heights, Elgin, Chantell Creek, Grandview Heights, Hazelmere, Ocean Park, et Sunnyside.

## Démographie
Selon le recensement de 2016, South Surrey a une population de 77 170 habitants dans 29 890 logements.
| Groupes ethniques dans South Surrey | Groupes ethniques dans South Surrey | %    |
| ----------------------------------- | ----------------------------------- | ---- |
| Groupe ethnique                     | Canadien européen                   | 72%  |
| Groupe ethnique                     | Chinois                             | 15%  |
| Groupe ethnique                     | Asie du Sud                         | 6%   |
| Groupe ethnique                     | Autochtones                         | 2%   |
| Groupe ethnique                     | Coréens                             | 2%   |
| Groupe ethnique                     | Autre                               | 3%   |
| Total %                             | Total %                             | 100% |

| Langues parlées dans South Surrey | Langues parlées dans South Surrey | %    |
| --------------------------------- | --------------------------------- | ---- |
| Groupe ethnique                   | Anglais                           | 84%  |
| Groupe ethnique                   | Mandarin                          | 10%  |
| Groupe ethnique                   | Punjabi                           | 1%   |
| Groupe ethnique                   | Cantonais                         | 1%   |
| Groupe ethnique                   | Coréen                            | 1%   |
| Groupe ethnique                   | Autre                             | 3%   |
| Total %                           | Total %                           | 100% |

## Éducation
Il y a trois écoles secondaires publiques dans South Surrey, École Secondaire Semiahmoo, École Secondaire Earl Marriott, et École Secondaire Elgin Park.

## Transport
South Surrey est desservie principalement par les voies rapides 15 et 99, ainsi que diverses lignes de bus opérées par TransLink, y compris des routes à Bridgeport, King George, et Surrey Central pour accéder la ligne Expo et la ligne Canada du SkyTrain.